# Schizomitrium diatomophilum
Schizomitrium diatomophilum là một loài Rêu trong họ Hookeriaceae. Loài này được (Müll. Hal.) B.H. Allen & Crosby mô tả khoa học đầu tiên năm 1986.